# 塔吉克斯坦伊斯兰叛乱
塔吉克斯坦伊斯兰叛乱是指2010年至2012年期间塔吉克斯坦政府军与伊斯兰民兵组织在塔吉克斯坦东部的一系列武装冲突。

## 主要事件

### 2010年
9月19日，超过25名塔吉克斯坦政府军在一场伏击中被伊斯兰武装分子打死。这些武装分子与乌兹别克斯坦伊斯兰运动（乌伊运）有联系。这些士兵是一支有75人组成的车队的一部分，这支部队当时正在搜捕一群在8月25日从杜尚别一处监狱越狱的乌伊运成员。这支车队在当地时间的中午时分遭到武装分子的伏击，当时他们正在塔吉克斯坦东部距离杜尚别250公里处的拉什特河谷地区。这支车队遭到了来自道路两侧山地的机枪和RPG的袭击。一开始有报道称有40名政府军被打死，但塔吉克斯坦国防部否认了这一消息。在死者中有5名政府军军官。没有报道显示在冲突中有武装分子伤亡。
10月4日，5名政府军士兵和2名武装分子在拉什特河谷的一次军事行动中丧生。冲突起源于政府军在盖尔姆（Garm）与杜尚别之间道路上的一处检查站拦下一辆汽车。当政府军靠近这辆车时，车内的武装分子向政府军开火，导致5名政府军丧生，还有3人受伤。其余士兵向汽车开火回击，击毙了两名武装分子。在死者中有一名塔吉克斯坦军队高级官员。当天，在一处被放弃的伊斯兰武装分子藏匿场所，有大量武装分子的物资被起获，其中包括数十箱包括RPG发射器在内的重武器、食品和药品。政府军在拉什特和杜尚别之间的道路上设立了12处军事检查站。
10月7日，在一场针对塔吉克斯坦东部伊斯兰武装分子的军事行动中，有34名政府军在两起事件中丧生。其中有28名士兵是在一家军用直升机的坠毁中丧生，直升机的坠毁可能是遭到武装分子的袭击。一些塔吉克斯坦政府军高级军官声称直升机是被伊斯兰武装分子从他们在山区中的藏匿窝点中发射的导弹击落的，但是该国国防部声称直升机是撞到了一条高压线后坠入了河中。这架直升机当时正在运送来自杜尚别的政府军士兵前往拉什特河谷参与政府军的围剿行动。当天，另外有6名士兵在一起地雷爆炸中丧生。
10月18日，在塔吉克斯坦和阿富汗边界处附近的盖尔姆镇郊外，3名疑似武装分子在塔吉克斯坦军方的围剿行动中被政府军击毙。
12月1日，在杜尚别东南150公里处Buljuvon地区的Dulona-Maidon村，武装分子打死了3名政府军士兵。.
12月27日，一伙由30名伊斯兰武装分子组成的团伙在试图从阿富汗潜入塔吉克斯坦时与政府军发生交火，3名政府军丧生。在冲突发生三小时之后， 一架武装直升机赶到战区上空并向入侵者开火，迫使这些武装分子逃回阿富汗。当地居民说在3名丧生的政府军中，有2人是死于武装直升机的误击。但军方声称阵亡的政府军中没有人是死于友军误击。在冲突中有多名武装分子被击毙。

### 2011年
1月4日，塔吉克斯坦政府宣布武装分子首领阿洛乌丁•达拉托夫（Alovuddin Davlatov）与其他7名武装分子在一次特种联合行动中被击毙。当时塔吉克斯坦安全部队对他在Runob镇的藏匿窝点进行突袭行动。
4月14日，一名重要的反对派武装首领穆拉赫•阿卜杜拉赫（Mullah Abdullah）与其他10名伊斯兰武装分子被塔吉克斯坦政府军击毙。当时政府军正在对杜尚别以东135公里处的Samsolid村开展搜捕行动。

### 2012年
7月21日，塔吉克斯坦戈尔诺-巴达赫尚自治州安全部门领导人在伊什卡希姆遭武装分子暗杀身亡。塔吉克斯坦政府随即在7月25日在霍罗格是发动联合军事行动，旨在抓捕反对派武装头目托利卜·艾耶姆别科夫（Tolib Ayombekov）。据称艾耶姆别科夫是7月21日的暗杀事件和2010年9月19日伏击行动的幕后注释。超过800名塔吉克斯坦政府军和多家武装直升机参与了持续1天的军事行动，这场行动直到塔吉克斯坦总统埃莫马利·拉赫蒙下令停止行动。在当天结束时，有超过20名塔吉克斯坦士兵丧生，还有大量政府军受伤。武装分子和平民的准确伤亡数字还未知，但是政府军的消息指出有超过30名反政府武装分子被击毙，还有30名平民在行动中丧生。这场行动成功迫使艾耶姆别科夫及其手下在8月中旬向当局政府投降。

### 2015年
2015年，塔吉克武裝部隊和涉嫌與塔吉克伊斯蘭復興黨有聯繫的叛亂分子發生大規模衝突，造成47人死亡。